# Bantu FC
O Bantu FC é um clube de futebol com sede em Mafeteng, Lesoto. A equipe compete na Lesotho Premier League.

## História
O clube foi fundado em 1927.

## Títulos
Lesotho Premier League (4): 2014, 2017, 2018, 2020.